# Pskali
Pskali (en georgiano: ფსკალი; en abjasio: Пскал, romanizado: Pskal) es una aldea que pertenece a la parcialmente reconocida República de Abjasia, dentro del distrito de Ochamchire, aunque de iure es parte del municipio de Ochamchire de la República Autónoma de Abjasia de Georgia.

## Geografía
Pskali se encuentra aguas arriba del río Chashi, a 45 km de Ochamchire. Las aldea se administra desde el pueblo de Somjuri Atara.  